# Bill Paterson
William Tulloch Paterson (Glasgow, 3 de junho de 1945) é um ator escocês.